# Мусурака, Николас
Николас Мусурака (англ. Nicholas Musuraca) (25 октября 1892 года — 3 сентября 1975 года) — американский кинооператор, более всего известный своими работами 1940-х годов.
Как пишет историк кино Эрик Шеффер, «имя Николаса Мусураки остаётся несправедливо обойдённым вниманием среди операторов золотой эпохи Голливуда. В свои лучшие годы на „РКО“ в 1940-е годы Мусурака курсировал между фильмами категорий А и В, престижными картинами и жанровой халтурой. По этой причине и потому, что многие фильмы, снятые Мусуракой, достигли статуса классики только в последнее время, он по-прежнему остаётся во многом забытым мастером».
К числу лучших картин, снятых Мусуракой, относятся один из первых фильмов нуар «Незнакомец на третьем этаже» (1940), психологический фильм ужасов «Люди-кошки» (1942), нуаровый хоррор «Винтовая лестница» (1945), классический фильм нуар «Из прошлого» (1947), а также семейная драма «Я помню маму» (1948). Мусурака также был оператором таких успешных фильмов, как «Назад вернулись пятеро» (1939), «Седьмая жертва» (1943), «Медальон» (1946), «Холостяк и девчонка» (1947), «Стычка в ночи» (1952) и «Попутчик» (1953).
В 1949 году за фильм «Я помню маму» (1948) Музурака был номинирован на Оскар за лучшую чёрно-белую операторскую работу.

## Начало карьеры
Николас Мусурака родился 25 октября 1892 года в коммуне Риаче, Италия.
Свою карьеру в кинобизнесе Мусурака начал как шофёр одного из первых продюсеров и режиссёров немого кино, основателя киностудии «Вайтограф» Джеймса Стюарта Блэктона.
Заметив склонность Мусураки к операторской работе, Блэктон взял его в свою творческую группу. В 1922 году Мусурака работал над субтитрами для фильма Блэктона «Славное приключение» (1922), а год спустя он уже был оператором фильмов режиссёра «На берегах Уобаш» (1923) и «Королева-девственница» (1923). В 1926 году Мусурака вместе с Блэктоном перешёл на студию «Уорнер бразерс», где они вместе сняли за год четыре фильма, после чего Блэктон по существу завершил карьеру в кино.

## Работа на студии «РКО» (1929—1939 годы)
В 1928 году Мусурака перешёл на работу в кинокомпанию «ФБО», где в течение года снял 12 фильмов, преимущественно вестернов категории В. В 1929 году «ФБО» стала частью вновь созданной студии «РКО Радио Пикчерс», на которой Мусурака продолжил свою карьеру.
«Большую часть звуковой эры Мусурака провёл на „РКО“, снимая всё от миллионных картин категории А до комедийных короткометражек».
В 1929—1939 годах Мусурака снял на «РКО» в общей сложности 100 фильмов, к числу лучших из них относятся детективный вестерн «Заколдованное золото» (1932) с Джоном Уэйном, романтическая комедия «Самая богатая девушка в мире» (1934) с Мириам Хопкинс и Джоэлом МакКри, а также криминальные комедии «Убийство на школьной доске» (1934), «Роман на Манхэттане» (1935) с Джинджер Роджерс и «Убийство в медовый месяц» (1935). В 1938 году Мусурака был оператором некоторых более дорогостоящих картин — детективной комедии «Сумасшедшая мисс Ментон» (1938) с Барбарой Стэнвик и Генри Фондой в главных ролях, за которой последовали приключенческий триллер Джона Фэрроу «Назад вернулись пятеро» (1939), мелодрама Рубена Мамуляна «Золотой мальчик» (1939) со Стэнвик, Адольфом Менжу и Уильямом Холденом и приключенческий вестерн «Восстание на Аллегейни» (1939) с Клэр Тревор и Джоном Уэйном.

## Работа на студии «РКО» (1940-е годы)
В 1940-е годы на студии «РКО» Музурака «стал известен как мастер света — один из его коллег как-то назвал его „художником света“ — в значительной степени привнеся неприукрашенную затемнённую операторскую работу, которая стала фирменным знаком студии».
В 1940 году он снял приключенческую мелодраму о семье на необитаемом острове «Швейцарская семья Робинзонов» (1940), школьную драму Роберта Стивенсона «Школьные годы Тома Брауна» (1940) с Седриком Хардвиком, а также революционную картину Бориса Ингстера «Незнакомец на третьем этаже» (1940) с Питером Лорре. Как написал кинокритик Денис Шварц, «идя по стопам немецкого экспрессионизма, оператор Николас Мусурака великолепно использует тени и созданную в студии мрачную среду в своём барокковом операторском стиле. Этот низкобюджетный фильм категории В рассматривается многими как первый подлинный фильм нуар». По словам критика Эрика Шеффера, «наряду со съёмками Греггом Толандом фильма „Гражданин Кейн“ (1941) операторская работа Мусураки в „Незнакомце на третьем этаже“ (1941) определила визуальные рамки жанра фильм нуар и облик картин студии „РКО“ 1940-х годов.
В 1942 году Мусурака снимал отдельные сцены для эпической мелодрамы Орсона Уэллса „Великолепные Эмберсоны“ (1942).
„Операторская работа Мусураки начинается и заканчивается тенями, многое заимствуя у немецкого экспрессионизма, и может рассматриваться как возрождение этого стиля в Голливуде 1940-х годов. Доминирующим цветом в его работе является чёрный, стилистический уклон, который идеально подошёл фильму нуар и мрачным фильмам ужасов Вэла Льютона“. В первой половине 1940-х годов Мусурака был оператором большинства фильмов знаменитой серии психологических хорроров продюсера Вэла Льютона, среди них „Люди-кошки“ (1942) режиссёра Жака Турнье, „самый влиятельный и умный психологический фильм ужасов из когда-либо созданных“, за которым последовали „Седьмая жертва“ (1943) и „Корабль-призрак“ (1943) Марка Робсона, „Проклятие людей-кошек“ (1944) и „Бедлам“ (1946) Роберта Уайза.
В 1943 году Мусурака снял фильм нуар „Падший воробей“ (1943) с Джоном Гарфилдом и Морин О’Хара, где, как написал кинокритик Крейг Батлер, режиссёр Ричард Уоллес нашёл возможность использовать камеру и массивы теней для создания пугающего воздействия на зрителя». После военной драмы Эдварда Дмитрика «Возвращение на Батаан» (1945) с участием Джона Уэйна и Энтони Куинна Мусурака стал оператором серии замечательных фильмов нуар, первым из которых стал готический триллер Роберта Сиодмака «Винтовая лестница» (1945) с Дороти Макгуайр и Джорджем Брентом. Фильм наполнен жанровыми чертами картин о «старом мрачном доме», включая раскаты грома, тёмные комнаты с мерцающими свечами, скрипучими дверями, хлопающими от ветра ставнями, таинственно открывающимися окнами и зловещими звуками в просторном доме в отдалённой сельской местности".
В 1946 году последовали фильмы нуар «Медальон» (1946) Джона Брама с Лорейн Дэй и Робертом Митчемом, а также нью-йоркский нуар по Клиффорду Одетсу «Крайний срок — на рассвете» (1946) со Сьюзен Хэйворд в главной роли. В 1947 году Мусурака снял классический фильм нуар «Из прошлого» (1947) с Робертом Митчемом, Кирком Дугласом и Джейн Грир в главных ролях. После выхода фильма журнал «Variety» оценил операторскую работу Мусураки как «первоклассную», а позднее Денис Шварц назвал «тёмную чёрно-белую операторскую работу Мусураки блестящей». В том же году Мусурака был оператором эксцентрической комедии «Холостяк и девчонка» (1947) с Кэри Грантом и Мирной Лой.
Год спустя вышел вестерн режиссёра Роберта Уайза «Кровь на луне» (1948) с Робертом Митчемом и Барбарой Бел Геддес, а также одна из самых удачных картин Мусураки, семейная драма Джорджа Стивенса «Я помню маму» (1948) с Айрин Данн и Бел Геддес. Как пишет Шеффер, «даже в рамках ограничений студийной системы Мусурака смог перенести свой стиль и в другие жанры. Вестерн „Кровь на луне“ и ностальгическая семейная драма Джорджа Стивенса „Я помню маму“ насыщены теми же тёмными визуальными образами, которые Мусурака принёс в фильм ужасов „Люди-кошки“ (1942) и фильм нуар „Медальон“ (1946). Сквозь условности различных жанров и различающиеся требования многочисленных режиссёров Мусурака сохранил собственную целостную эстетику».

## Карьера в 1950-е годы
В 1950—1951 годах наиболее успешные работы Мусураки вновь относились к жанру нуар, это картины «Где живёт опасность» (1950) Джона Фэрроу с Митчемом, «Рождённая быть плохой» (1950) Николаса Рэя с Мелом Феррером, Джоан Фонтейн и Робертом Райаном, «Выследить человека» (1950) и «Препятствие» (1951) с Чарльзом МакГроу, хотя они и уступали нуарам середины 1940-х годов. Более удачными были такие фильмы нуар, как «Стычка в ночи» (1952) Фритца Ланга с Барбарой Стэнвик, Робертом Райаном и Мерилин Монро, а также «Попутчик» (1953) Айды Лупино с Эдмондом О’Брайеном и Фрэнком Лавджоем. В 1953 году Мусурака снял ещё один фильм нуар Фритца Ланга — «Синяя гардения» (1953) с Энн Бакстер и Ричардом Конте, а также нуар актёра Дика Пауэлла, ставшего режиссёром, «Доля секунды» (1953) со Стивеном МакНэлли и Алексис Смит.
После ухода с «РКО» в конце 1950-х годов Мусурака непродолжительное время проработал на «Уорнер бразерс». В 1958 году Мусурака снял там свой последний значимый фильм, биографическую мелодраму «Слишком много, слишком рано» (1958) об отношениях актёра Джона Бэрримора со своей дочерью, главные роли в картине исполнили Дороти Мэлоун и Эррол Флинн. В 1961 году Мусурака снял криминальную драму «Правонарушители» (1961), ставшую его последней работой для большого экрана.
После этой картины Мусурака ушёл на студию «Десилу», проработав последние годы карьеры на телевидении, в частности, снимал различные шоу с участием Люсиль Болл (1958—1962) и популярный ситком «Программа Джека Бенни» (1962—1965, 56 эпизодов).

## Смерть
Николас Мусурака умер 3 сентября 1975 года в Лос-Анджелесе.

## Избранная фильмография
- 1923 — Королева-девственница / The Virgin Queen
- 1923 — На берегах Уобаш / On the Banks of the Wabash
- 1926 — Невеста шторма / Bride of the Storm
- 1928 — Красные всадники Канады / Red Riders of Canada
- 1929 — Переулок / Side Street
- 1929 — Закон оружия / Gun Law
- 1930 — Между строк / Inside the Lines
- 1930 — Заговор / Conspiracy
- 1930 — Полувыстрел на рассвете / Half Shot at Sunrise
- 1930 — Целиком и полностью / Hook Line and Sinker
- 1930 — Кукушки / The Cuckoos
- 1931 — Расколотые орехи / Cracked Nuts
- 1931 — Корабль греха / The Sin Ship
- 1931 — Всё это Роузи / Everything’s Rosie
- 1931 — Трое, которые любили / Three Who Loved
- 1931 — Слишком много поваров / Too Many Cooks
- 1931 — Умная женщина / Smart Woman
- 1931 — Люди случая / Men of Chance
- 1932 — Давай опасность! / Come on Danger!
- 1932 — Заколдованное золото / Haunted Gold
- 1933 — Парень из Кайенна / The Cheyenne Kid
- 1933 — Алая река / Scarlet River
- 1933 — Сын границы / Son of the Border
- 1933 — Перекрёстный огонь / Cross Fire
- 1933 — Летающие дьяволы / Flying Devils
- 1933 — Охотник за сенсациями / Headline Shooter
- 1933 — Гардемарин Джек / Midshipman Jack
- 1933 — Шанс на небесах / Chance at Heaven
- 1934 — Давно потерянный отец / Long Lost Father
- 1934 — Где встречаются грешники / Where Sinners Meet
- 1934 — Пою и люблю это / Sing and Like It
- 1934 — Убийство на школьной доске / Murder on the Blackboard
- 1934 — Мы снова богаты / We’re Rich Again
- 1934 — Самая богатая девушка в мире / The Richest Girl in the World
- 1934 — Без разрешения / By Your Leave
- 1935 — Роман на Манхэттане / Romance in Manhattan
- 1935 — Убийство в медовый месяц / Murder on a Honeymoon
- 1935 — Деревенская история / Village Tale
- 1935 — Старина ритм / Old Man Rhythm
- 1935 — С большой силой / To Beat the Band
- 1936 — Двое в темноте / Two in the Dark
- 1936 — Фермер в лощине / The Farmer in the Dell
- 1936 — Дурачки / Silly Billies
- 1936 — Убийство на тропинке для всадников / Murder on a Bridle Path
- 1936 — Вторая жена / Second Wife
- 1936 — Дело усложняется / The Plot Thickens
- 1937 — Мы присяжные / We’re on the Jury
- 1937 — Китайский рейс / China Passage
- 1937 — Слишком много жен / Too Many Wives
- 1937 — Вот идёт моя девушка / There Goes My Girl
- 1937 — Приграничное кафе / Border Cafe
- 1937 — Важная персона / The Big Shot
- 1937 — Полёт от славы / Flight from Glory
- 1937 — Субботние герои / Saturday’s Heroes
- 1937 — Жизнь в любви / Living on Love
- 1937 — Опасный патруль / Danger Patrol
- 1937 — Быстрые деньги / Quick Money
- 1938 — Ужасный Голливуд / Crashing Hollywood
- 1938 — Все это делают / Everybody’s Doing It
- 1938 — Ночной клуб / Night Spot
- 1938 — Приговорённые женщины / Condemned Women
- 1938 — Закон преступного мира / Law of the Underworld
- 1938 — Слепое алиби / Blind Alibi
- 1938 — Воздушный гигант / Sky Giant
- 1938 — Разгром рэкета / Smashing the Rackets
- 1938 — Сумасшедшая мисс Ментон / The Mad Miss Manton
- 1938 — Потускневший ангел / Tarnished Angel
- 1939 — Тихоокеанский лайнер / Pacific Liner
- 1939 — Двенадцать многолюдных часов / Twelve Crowded Hours
- 1939 — Они превратили её в шпиона / They Made Her a Spy
- 1939 — Женское общежитие / Sorority House
- 1939 — Назад вернулись пятеро / Five Came Back
- 1939 — Золотой мальчик / Golden Boy
- 1939 — Восстание Аллегени / Allegheny Uprising
- 1940 — Швейцарская семья Робинзонов / Swiss Family Robinson
- 1940 — Свидетельство о разводе / A Bill of Divorcement
- 1940 — Школьные годы Тома Брауна / Tom Brown’s School Days
- 1940 — Незнакомец на третьем этаже / Stranger on the Third Floor
- 1940 — Маленькие мужчины / Little Men
- 1941 — Девушка с вечеринки / Play Girl
- 1941 — На долгую муку / Repent at Leisure
- 1941 — Быстрее, Чарли, быстрее / Hurry, Charlie, Hurry
- 1941 — Леди со шрамом на лице / Lady Scarface
- 1941 — Дерзкий Сокол / The Gay Falcon
- 1942 — Вызов морпехов / Call Out the Marines
- 1942 — Любезная молодая леди / Obliging Young Lady
- 1942 — Таттлы с Таити / The Tuttles of Tahiti
- 1942 — Рейнджер-бандит / Bandit Ranger
- 1942 — Флот не подведет / The Navy Comes Through
- 1942 — Пираты прерии / Pirates of the Prairie
- 1942 — Люди-кошки / Cat People
- 1943 — Вечность и один день / Forever and a Day
- 1943 — Бомбардир / Bombardier
- 1943 — Падший воробей / The Fallen Sparrow
- 1943 — Седьмая жертва / The Seventh Victim
- 1943 — Путь в завтрашний день / Gangway for Tomorrow
- 1943 — Корабль-призрак / The Ghost Ship
- 1944 — Проклятие людей-кошек / The Curse of the Cat People
- 1944 — Морские пехотинцы / Marine Raiders
- 1944 — Невеста по ошибке / Bride by Mistake
- 1944 — Лихорадка по поводу девушек / Girl Rush
- 1944 — Сокол в Голливуде / The Falcon in Hollywood
- 1945 — Небо Китая / China Sky
- 1945 — Возвращение на Батаан / Back to Bataan
- 1945 — Винтовая лестница / The Spiral Staircase
- 1946 — Крайний срок — на рассвете / Deadline at Dawn
- 1946 — Бедлам / Bedlam
- 1946 — Медальон / The Locket
- 1947 — Холостяк и девчонка / The Bachelor and the Bobby-Soxer
- 1947 — Из прошлого / Out of the Past
- 1948 — Я помню маму / I Remember Mama
- 1948 — Кровь на Луне / Blood on the Moon
- 1949 — Парень с дилижанса / Stagecoach Kid
- 1949 — Таинственный головорез / The Mysterious Desperado
- 1949 — Женщина на пирсе 13 / The Woman on Pier 13
- 1950 — Заминированный проход / Dynamite Pass
- 1950 — Всадник из Тусона / Rider from Tucson
- 1950 — Где живёт опасность / Where Danger Lives
- 1950 — Рождённая быть плохой / Born to Be Bad
- 1950 — Выследить человека / Hunt the Man Down
- 1951 — Её компания / The Company She Keeps
- 1951 — Препятствие / Roadblock
- 1951 — Хозяин положения / The Whip Hand
- 1951 — Горячая наводка / Hot Lead
- 1952 — Девушка в каждом порту / A Girl in Every Port
- 1952 — Следопыт / Trail Guide
- 1952 — Стычка в ночи / Clash by Night
- 1953 — Синяя гардения / The Blue Gardenia
- 1953 — Попутчик / The Hitch-Hiker
- 1953 — Доля секунды / Split Second
- 1953 — Каньон дьявола / Devil’s Canyon
- 1953—1956 — Театр четырёх звёзд / Four Star Playhouse (телесериал, 5 эпизодов)
- 1954 — Здесь спала Сьюзен / Susan Slept Here
- 1954—1957 — Опознание / The Lineup (телесериал, 5 эпизодов)
- 1954—1955 — Одинокий волк / The Lone Wolf (телесериал, 13 эпизодов)
- 1955 — Жизнь Райли / The Life of Riley (телесериал, 1 эпизод)
- 1955 — Сцена 7 / Stage 7 (телесериал, 6 эпизодов)
- 1957 — История человечества / The Story of Mankind
- 1957 — Охотник / Man on the Prowl
- 1957 — Вертолёты / Whirlybirds (телесериал, 2 эпизода)
- 1957 — Мэверик / Maverick (телесериал, 1 эпизод)
- 1957 — Эти девушки Уайтинг / Those Whiting Girls (телесериал, 7 эпизодов)
- 1957 — Свидание с ангелами / Date with the Angels (телесериал, 7 эпизодов)
- 1958 — Декабрьская невеста / December Bride (телесериал, 2 эпизода)
- 1958 — Слишком много, слишком скоро / Too Much, Too Soon
- 1958 — Театр Десилу «Вестингауз» / Westinghouse Desilu Playhouse (телесериал, 1 эпизод)
- 1959 — Час комедии Люси-Деси / The Lucy-Desi Comedy Hour (телесериал, 1 эпизод)
- 1960 — Театр «Алкоа» / Alcoa Theatre (телесериал, 1 эпизод)
- 1960—1961 — Шоу Барбары Стэнвик / The Barbara Stanwyck Show (телесериал, 2 эпизода)
- 1961 — Правонарушители / The Lawbreakers
- 1961 — Асфальтовые джунгли / The Asphalt Jungle (телесериал, 2 эпизода)
- 1962 — Шоу Люси / The Lucy Show (телесериал, 2 эпизода)
- 1962—1965 — Программа Джека Бенни / The Jack Benny Program (телесериал, 56 эпизодов)
- 1965—1966 — Флот МакХэйла / McHale’s Navy (сериал, 3 эпизода)
- 1965 — Бежать ради жизни / Run for Your Life (телесериал, 1 эпизод)
- 1966 — Отряд «Ф» / F Troop (сериал, 3 эпизода)
- 1966 — Тэмми / Tammy (сериал, 1 эпизод)